# 京典和玖
京典 和玖（きょうてん わく、2000年7月31日 - ）は、日本の俳優。山口県下関市出身。フォスター所属。旧芸名は沖門 和玖（おきと わく）。

## 略歴
Be the next FOR☆STARオーディションにて、準グランプリを受賞しフォスター所属。
2020年11月20日、沖門 和玖から京典 和玖に改名。

## 人物
- 特技：リフティング[1]

## 出演

### テレビドラマ
- 中京テレビスペシャルドラマ マザーズ2017 野宿の妊婦（2017年10月14日、中京テレビ） - 高岡悠馬 役
- さくらの親子丼 七杯目（2017年11月18日、東海テレビ・フジテレビ） - 東海林直晃 役
- チート〜詐欺師の皆さん、ご注意ください〜 第3話（2019年10月17日、読売テレビ・日本テレビ系）
- どんぶり委員長（2020年10月25日 - 2021年1月3日、BSテレ東・テレビ大阪） - 中嶋ケンタ 役
- 凛子さんはシてみたい（2021年10月19日 - 12月7日、MBS・TBS） - 森皓太 役[5][6]
- おいハンサム!!（2022年1月8日 - 2月26日、東海テレビ・フジテレビ） - 山下 役[7]
- 生ドラ!東京は24時（2022年3月31日、フジテレビ） - 吉永 役
- 汝の名（2022年4月6日 - 5月25日、テレビ東京） - 伊藤恭平 役[8]
- チェイサーゲーム（2022年9月9日 - 10月28日、テレビ東京） - 吉田 役
- 闇金ウシジマくん外伝 闇金サイハラさん（2022年9月21日 - 12月28日、MBS/TBS系列） - 久礼野 役

### ウェブドラマ
- 「私の卒業プロジェクト」7時45分の君（2020年2月7日 、YouTube）
- 「私の卒業プロジェクト」Beyond the limit！（2020年2月21日 、YouTube）
- 恋愛ドラマな恋がしたい〜KISS or Kiss〜（2021年5月1日 - 7月17日、ABEMA SPECIAL）[9]

### 映画
- ちはやふる -結び-（2018年3月17日公開、東宝）
- 明治東亰恋伽（2019年6月21日、キャンター）
- 461個のおべんとう（2020年11月6日、東映）
- 十二単衣を着た悪魔（2020年11月6日、キノフィルムズ） - 光源氏 役[10]

### 舞台
- マーダーミステリーシアター「演技の代償」Replay（2021年7月18日、配信） - 暁零士 役[11]
- マーダーミステリーシアター「裏切りの晩餐」（2021年12月16日、配信） - 近藤篤志 役[12]
- リーディングアクト「六人の嘘つきな大学生」（2022年6月22日 - 25日、渋谷区文化総合センター大和田 さくらホール） - 九賀蒼太 役[13]
- ロミオ＆ジュリエット（2023年1月28日 - 2月12日、Bunkamura シアターコクーン） - マキューシオ 役[14]
- ミュージカル『刀剣乱舞』 - 大般若長光 役
  - 〜花影ゆれる砥水〜（2023年4月30日 - 6月18日、TOKYO DOME CITY HALL 他）[15]
  - ㊇ 乱舞野外祭（2023年9月17日 - 24日、富士急ハイランド・コニファーフォレスト）[16]
  - 目出度歌誉花舞 十周年祝賀祭（2025年7月29日・30日、東京ドーム）[17]
- 「マッシュル-MASHLE-」THE STAGE（2023年7月4日 - 17日、東京国際フォーラム ホールC 他） - アビス・レイザー 役[18]
- トレインライドシアター「このレールはドラマチック」（2023年11月19日・23日、東京都23区内）[19]
- 明治モダン歌劇「恋花幕明録〜前日譚〜」（2024年2月8日 - 18日、IMM THEATER / 2月23日 - 25日、AiiA 2.5 Theater Kobe） - 森鷗外 役[20]
- 朗読劇「同姓同名」（2024年5月7日 - 12日、三越劇場） - 大山正紀 役[21]
- Z-Lion 2024 STAGE「a Novel 文書く show」（2024年7月12日 - 21日、俳優座劇場）[22]
- 音楽朗読劇「三毛猫ホームズ」（2025年1月24日 - 2月3日、COOL JAPAN PARK OSAKA WWホール 他） - 石津 役[23][24]
- ミュージカル「贄姫と獣の王〜the KING of BEASTS〜」（2025年3月14日 - 23日、天王洲 銀河劇場 / 3月28日 - 30日、梅田芸術劇場 シアター・ドラマシティ） - ヨルムンガンド 役[25][26]
- 舞台「全員犯人、だけど被害者、しかも探偵」（2025年4月23日 - 29日、博品館劇場） - 石和田勘 役（ダブルキャスト）[27]
- 朗読劇「また、桜の国で」（2025年8月27日 - 31日、IMM THEATER） - ヤン・フリードマン 役[28]